# 路易斯·雷盖罗
路易斯·雷盖罗（西班牙語：Luis Regueiro，1943年12月22日—），墨西哥男子足球运动员，司职中场。他曾代表墨西哥参加1967年泛美运动会足球比赛，获得一枚金牌。他也曾入选1966年国际足联世界杯墨西哥队名单。